# Wyłącznik mocy
Wyłącznik mocy jest to wyłącznik stosowany tam, gdzie moce wyłączane osiągają duże wartości, w celu ochrony innych urządzeń elektrycznych przed skutkami przeciążenia lub zwarć oraz w celu sterowania rozpływu mocy w sieci elektrycznej.
Jest charakteryzowany przez szereg parametrów, najważniejsze z nich to: napięcie znamionowe, prąd znamionowy i zwarciowy, dopuszczalna temperatura otoczenia. Jego budowa różni się w znacznym stopniu w zależności od parametrów znamionowych. Wyłączniki mocy można podzielić ze względu na napięcie znamionowe.

## Niskonapięciowe wyłączniki mocy
Umownie przyjmuje się, iż napięcie pracy tych aparatów jest mniejsze od 1000 V.
Ze względu na przyjętą zasadę przerywania  łuku elektrycznego aparaty te dzielimy na:
- z wyłączaniem łukowym
  - magnetowydmuchowe
  - gazowydmuchowe
  - pneumatyczne
  - wodne
- z wyłączaniem bezłukowym
  - półprzewodnikowe
  - hybrydowe
- próżniowe

Wyłączniki z wyłączaniem łukowym są najprostszą formą wyłącznika niskonapięciowego stosowanego w zasadzie do wyłączania wszystkich wielkości prądów i mocy. Wykorzystywany jest tutaj efekt wpływu chłodzenia, dzielenia i rozciągania łuku na opór wewnętrzny  kolumny łukowej.
W wyłączniku magnetowydmuchowym zapalający się między stykami wyłącznika łuk elektryczny jest wypychany siłami  indukcji elektromagnetycznej do komory gaszeniowej. Komora gaszeniowa jest najczęściej zbudowana w postaci kilku przewodzących płytek na których następuje podzielenie kolumny łukowej na kilka odcinków. Największy opór elektryczny łuku występuje w strefie przyelektrodowej dlatego takie podzielenie znacznie zwiększa opór elektryczny kolumny łukowej.

## Średnionapięciowe wyłączniki mocy
Wyłączniki próżniowe (najczęściej stosowane) wyłączenie następuje w obecności łuku par materiałów styków. Gdy prąd łuku zanika zanikają pary i następuje rozłączenie, zanik następuje tuż przed przejściem prądu przez zero i trwa bardzo krótko. Z tego też powodu odległość między stykami nie musi być duża. Mechaniczna żywotność wyłącznika wynosi z reguły 10000 wyłączeń.

## Wysokonapięciowe wyłączniki mocy
Wysokonapięciowe wyłączniki są klasyfikowane ze względu na rodzaj medium używanego do gaszenia łuku elektrycznego oraz konstrukcji:
- olejowe (wycofywane),
- małoolejowe (wychodzące z użycia),
- powietrzne,
- sześciofluorkowe siarki (SF6) jednociśnieniowe (nowa technologia),
- sześciofluorkowe siarki (SF6) samowydmuchowe (najnowsza technologia).

Powyższe wyłączniki można spotkać wykonane w dwóch technologiach:
- Dead-Tank - jednostka przerywająca znajduje się w metalowej uziemionej obudowie, podłączenia do obwodów wysokonapięciowych są wykonane w technice napowietrznej (stosowane głównie w USA).
- Live-Tank - jednostka przerywająca jest umieszczona w obudowie izolowanej, która jest bezpośrednio połączona do obwodów pod napięciem elektrycznym.

Zaletą technologii Dead-Tank jest dużo większa mechaniczna wytrzymałość wyłącznika, mająca duże znaczenie podczas np. trzęsień ziemi, gdzie wyłącznik jest stabilny (nie chwieje się), a nie jak w przypadku wyłączników Live Tank, które są wysokie i środek ciężkości jest położony dużo wyżej.
Charakterystyczne parametry wyłącznika (SF6) samowydmuchowego:
- napięcie znamionowe: 72,5 kV - 500 kV
- prąd znamionowy: do 4000 A
- prąd zwarciowy: do 160 kA
- dopuszczalna temperatura otoczenia: - 40 °C do + 50 °C